# Stahlhelm (casque)
 (janvier 2017).
Si vous disposez d'ouvrages ou d'articles de référence ou si vous connaissez des sites web de qualité traitant du thème abordé ici, merci de compléter l'article en donnant les références utiles à sa vérifiabilité et en les liant à la section « Notes et références ».
Pour l'organisation politique, voir Stahlhelm.

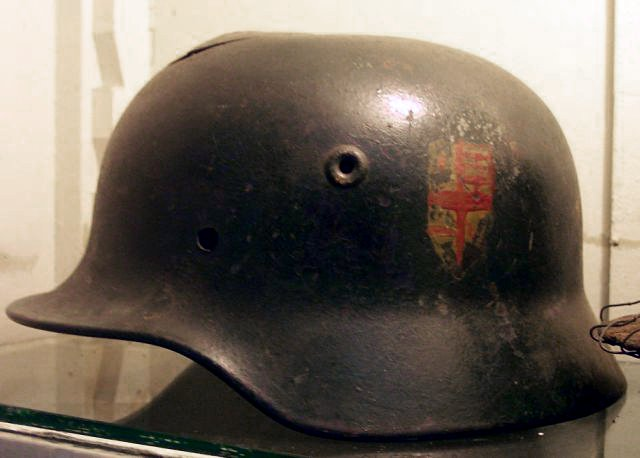
Stahlhelm, modèle M1940 sans coiffe intérieure et jugulaire.

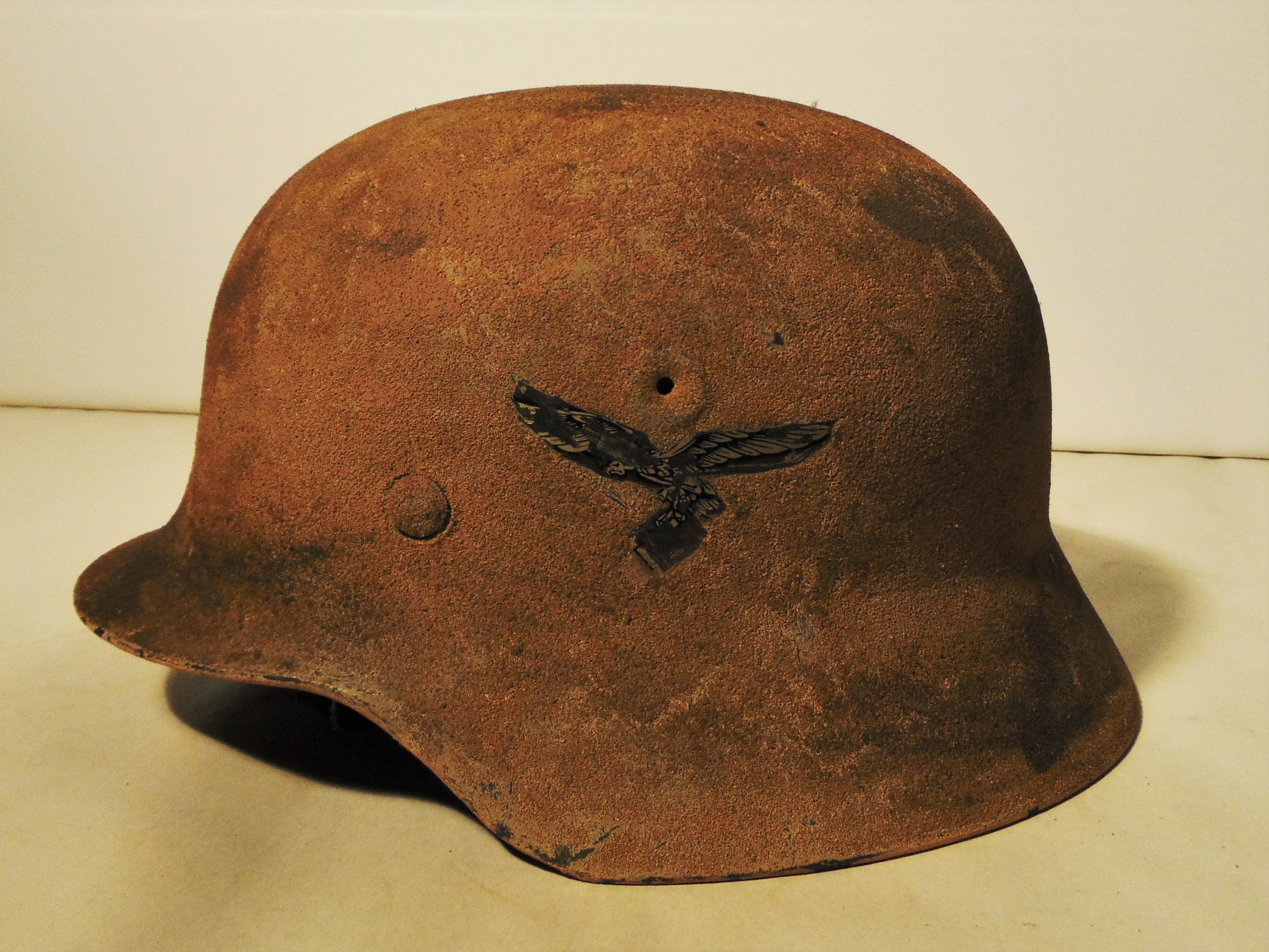
Stahlhelm, modèle de la Guerre du Désert

Stahlhelm est un terme allemand signifiant littéralement « casque (Helm) d'acier (Stahl) ». Il désigne le casque en fer forgé de forme caractéristique, développé vers la fin du XVe siècle (on retrouve déjà sa forme dans certaines gravures d'Albrecht Dürer) puis amélioré lors de la Première Guerre mondiale, et qui deviendra le symbole du soldat allemand jusqu'à la fin de la Seconde Guerre mondiale. Un modèle en acier fut en effet introduit à la fin de janvier 1916 pour remplacer sur le champ de bataille le casque à pointe, fabriqué en cuir bouilli. Plusieurs modèles modernisés furent ensuite développés à partir de 1935, notamment pour les parachutistes (modèle au pourtour rogné). Il existe également une organisation politique (Stahlhelm) dont l'emblème est le casque allemand.

## LeStahlhelmM 1916

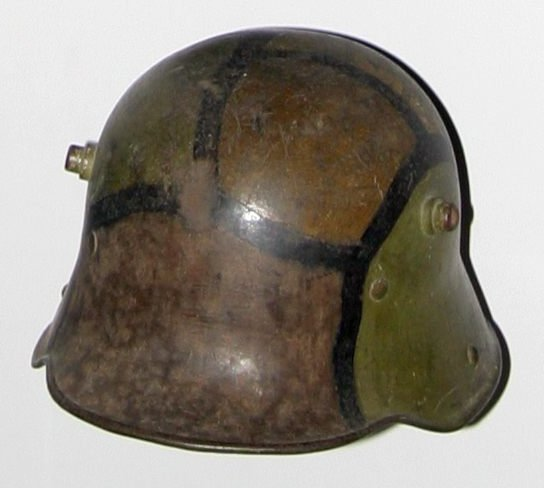
Casque Stahlhelm M 1916 avec peinture de camouflage de 1918 appliquée sur le terrain (musée de l'Armée).

Le Stahlhelm M 1916 (ou modèle 1916) vit le jour au début de l'année 1916, après environ huit mois d'études poussées menées par les services de l'institut technique de Hanovre. Le chef de projet, et peut-être l'inventeur du design final du casque est le Dr Friedrich Schwerd. Il eut pour mission de créer une coiffure d'acier bien plus résistante que le casque à pointe traditionnel fait de cuir bouilli, pas du tout adapté à la guerre moderne, et ne protégeant notamment pas des violentes projections d'éclats d'obus et autres shrapnels. Après un essai convaincant devant les généraux, il fut pour la première fois distribué en France, lors des combats sur Verdun.
Le casque dit M16, produit pour les tailles 60 à 68 (quelques rares modèles en taille 70 existent toutefois), présente une forme typique qui protège les oreilles, possède une visière et est embouti d'une pièce. Ce casque, en acier épais de 1,2 mm, était bien plus résistant que son concurrent, le casque Adrian français M1915, conçu en tôle emboutie de 0,7 mm.
L'intérieur du casque est constitué d'un cerclage (ou "coiffe") en cuir épais de 2  à   4 mm en fonction des sites de production, et de deux types (une couture pour une pièce de cuir, ou trois coutures pour deux pièces), cerclage sur lequel sont cousues trois pochettes de cuir disposant chacune de deux pattes de loups. Sur le revers, une pochette en tissu est cousue et est garnie d'un « coussinet » en toile lui-même garni de crin de cheval (le crin permet à l'eau de s'évacuer bien plus vite qu'avec les autres pelages, et évite ainsi les problèmes dus à une humidité de la coiffe, comme conséquence de la transpiration ou des intempéries, etc.). Une jugulaire, généralement identique à celle du casque à pointe, est fixée sur des attaches également similaires à celles des casques à pointe M 1915. Les crochets de fixation sont normalement en acier, mais certaines usines ont souhaité écouler leurs stocks d'anciennes jugulaires et il arrive ainsi de trouver un casque M 16 muni d'une jugulaire typique pour casque M1895 en laiton. Un numéro de série est tamponné dans le fond du casque, ainsi que le code du fabricant, généralement sur le côté gauche intérieur, près de l'attache de la jugulaire. Le casque est pourvu de deux systèmes d'attaches externes sur les côtés de la coque pour permettre d'y fixer une plaque de protection (appelé "Stirnpanzer") en acier  trempé de 6 mm, cette plaque devant protéger le front des sentinelles de tranchée et tireurs embusqués, d'où le surnom français de « casque à boulons ».
À partir du milieu de l'année 1917, le casque allemand M1916 se voit équipé par certaines firmes du nouveau bandeau intérieur en acier ventilé, le cuir se faisant plus rare, et nécessitant bien plus de travail que le bandeau sortant des presses. Les casques nouvellement pourvus ont été faussement dénommés modèles « 1917 ». Or ce sont toujours des modèles 1916, avec coiffe en acier (ou dits du « troisième type »).

### Le casque M1918
Celui-ci est une tentative d'amélioration du système interne du M1916.
Il apparut fin 1918, mais ne fut que faiblement distribué sur le front, en raison de la proximité de la fin du conflit.
Sa différence avec le M16 n'est pas flagrante, le système d'attache de la jugulaire fut modifié pour être fixé directement au cerclage acier des modèles produits à partir de 1917. Le cuir de veau est lentement remplacé par du cuir de porc, plus économique (celui-ci se reconnaît à sa couleur blanchâtre, contrairement au cuir brun de vachette). Le système d'attache de la jugulaire est également modifié, en y fixant un crochet type mousqueton permettant d'ouvrir celle-ci en deux parties, chose inconcevable sur le M16.

### Les casques M16 / M18 à attributs
Certaines unités du front se virent attribuer des emblèmes peints sur le côté gauche.
Ce furent notamment les régiments de réserve (aux couleurs du Land) ou les régiments de la garde (emblèmes à damier noir et blanc). On vit également apparaître certains emblèmes d'unités particulières, telles que les unités de mitrailleurs (MG KORP ou Maschinengewehr Korps). Mais ceux-ci n'étaient alors que spécifiques à certaines unités, sur décision propre de leur hiérarchie, et aucunement réglementaire ni générale.
La Reichsmarine se verra, pour les troupes opérationnelles en mer, attribuer un blason sur le côté gauche du casque. Ces blasons sont généralement peints à la main et présentent deux ancres de marine entrecroisées. Elles sont de couleur jaune vif pour la « troupe », les blasons de certains officiers ayant souvent les ancres dorées à l'or fin. Les unités de la Reichsmarine verront leurs blasons peints à la main jusqu'en 1924, date à laquelle ils seront remplacés par des décalcomanies au même format.
Certaines unités des Freikorps (corps francs), lors de la révolution de 1918/1919, porteront également un blason noir et blanc sur le flanc gauche. Quelques-unes d'ailleurs n'hésiteront pas à peindre des motifs à tête de mort sur la partie frontale du casque.

### Le casque M18 à échancrures
Apparu à l'été 1918, ce nouveau modèle de casque comporte des échancrures sur les côtés, ce qui permet de limiter l'effet de résonance, à l'intérieur du casque, que subissaient les soldats lors des forts bombardements.

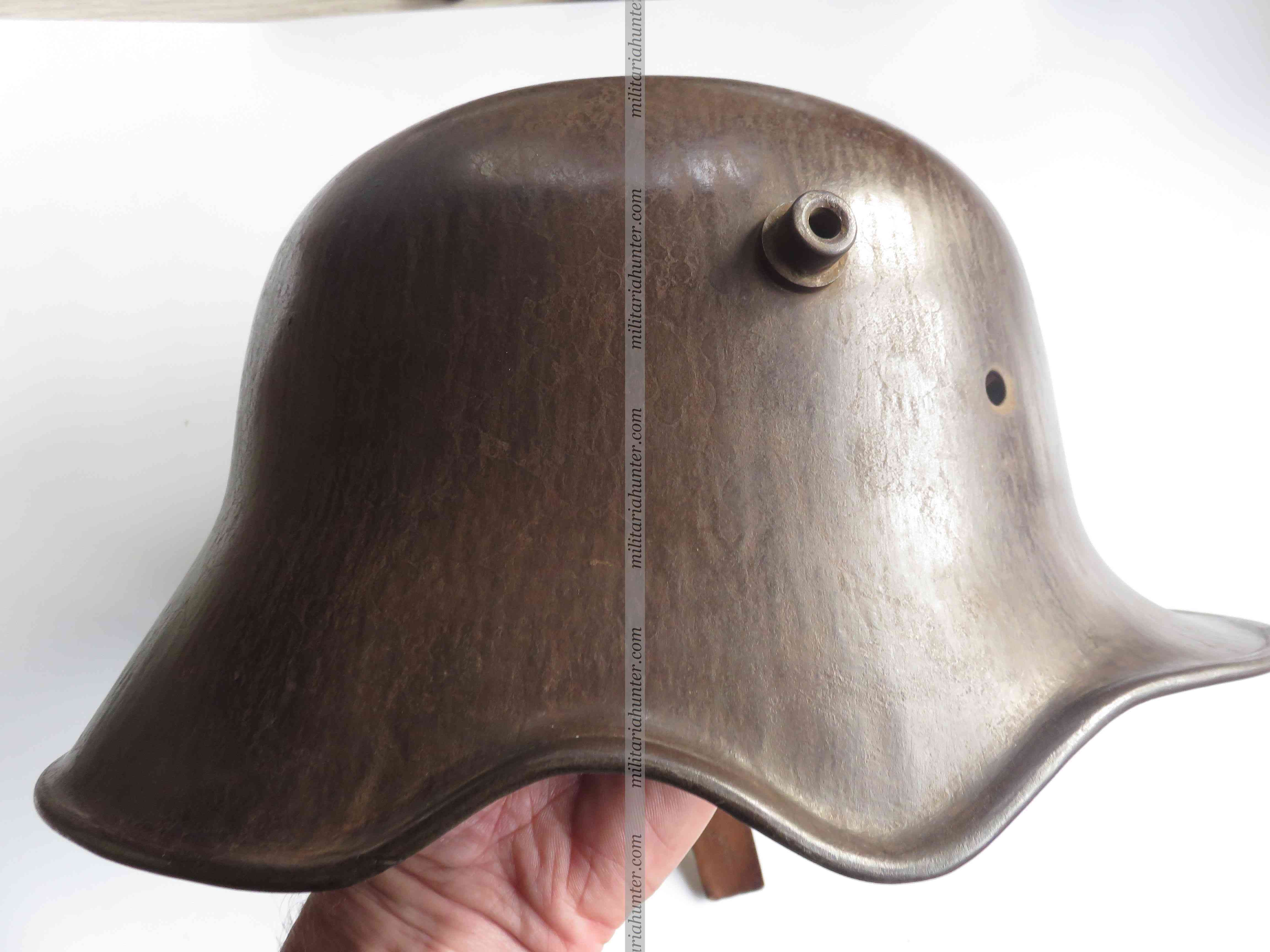
Stahlhelm M1918 à échancrures (site www.militariahunter.com)

### Variante du M18
Il existe une variante du M18, sans visière, destinée aux alliés Turcs, dans le but de limiter les gênes lors de la prière musulmane,. Une première livraison estimée à 1 500 exemplaires fut envoyée en Turquie, le reste ne fut jamais livré en raison de la fin du conflit et des restrictions du marché de matériel militaire dictées par le traité de Versailles. Quelque 5 000 exemplaires furent distribués en 1919 aux Corps Francs, notamment lors des insurrections de Berlin et de Munich.

## LeStahlhelmM 1935 et ses variantes

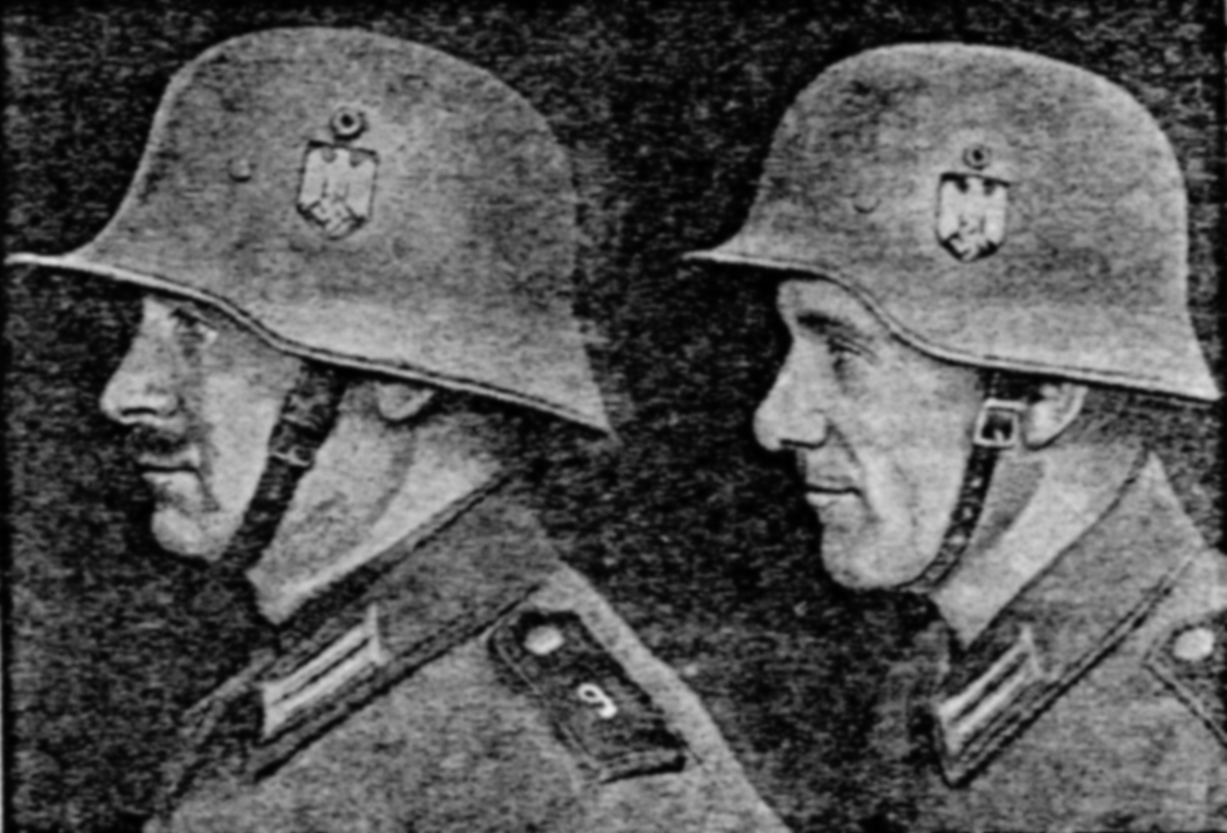
Comparaison entre le M18 et le M35.

### Le casque M35
Le Stahlhelm modèle 1935 est produit à partir de mars 1935. Conçu pour remplacer progressivement les modèles M1918 et M1934, il combine plusieurs efforts de la part des ingénieurs militaires. La taille est sensiblement réduite, tout en augmentant l'épaisseur de l'acier de la coque, qui est en tôle d'acier de 1,1  à   1,2 mm. Disponible en cinq tailles, il pèse de 850  à   1 100 grammes suivant la taille. La coiffe intérieure est composée d’un double cerclage en aluminium avec lames ressorts, fixée à la coque par trois rivets et sur laquelle est attaché un bandeau en cuir de sept à neuf languettes en croûte de porc, également appelées dents de loup. Deux trous latéraux rivetés assurent l’aération. Les rivets d'aérations sont externes à la coque.

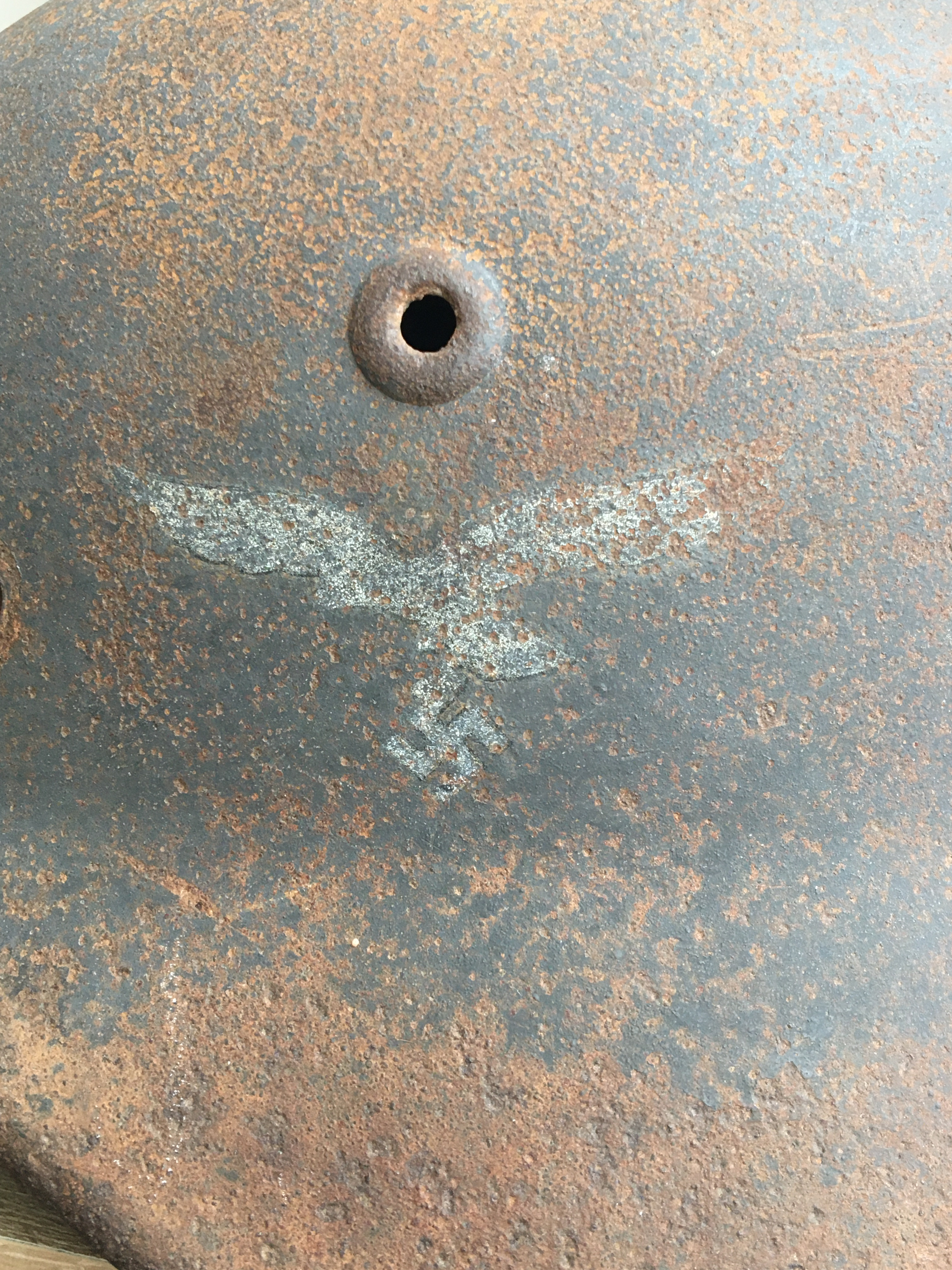
Vue rapprochée sur l'insigne de la Luftwaffe.

Le métal utilisé pour la fabrication des casques provient de Suède, le fer y étant l'un des meilleurs d'Europe. Le casque est alors généralement pourvu de deux insignes identifiant l’arme, dont un sur les couleurs nationales ainsi que: l’aigle d’argent surmontant la croix gammée pour la Heer, l’aigle d’or pour la Kriegsmarine, un aigle aux ailes déployées pour la Luftwaffe, et les runes pour la SS. La couleur du casque varie de gris à vert, en passant par le bleu pour la Luftwaffe, suivant les armes et les contraintes du camouflage (en 1940 c'est de la peinture mate et non plus brillante qui est appliquée sur les casques produits).
Le modèle 1935 sera le Stahlhelm de la Seconde Guerre mondiale : utilisé par l'armée allemande, il sera également repris par de nombreux pays, dont la Chine où les nationalistes chinois s'en équipèrent durant la Seconde Guerre mondiale.

### Le Stahlhelm "M40" et "M42"
Il s'agit des dénominations non officielles données aux casques modèle M35 qui ont connu quelques modifications au cours du temps, avec notamment pour le "M40" la création des évents d'aérations bombés à la presse et pour le "M42" le non retournement de la bordure du casque. Par ailleurs c'est en 1940, à la suite de nouvelles directives, que les casques voient la suppression de l'insigne tricolore (noir, blanc, rouge; couleurs du drapeau national allemand) présent sur le côté droit du casque pour ne laisser qu'un insigne identifiant l'arme sur le côté gauche.

### Le cas du M35 ou M40 à bourrelet

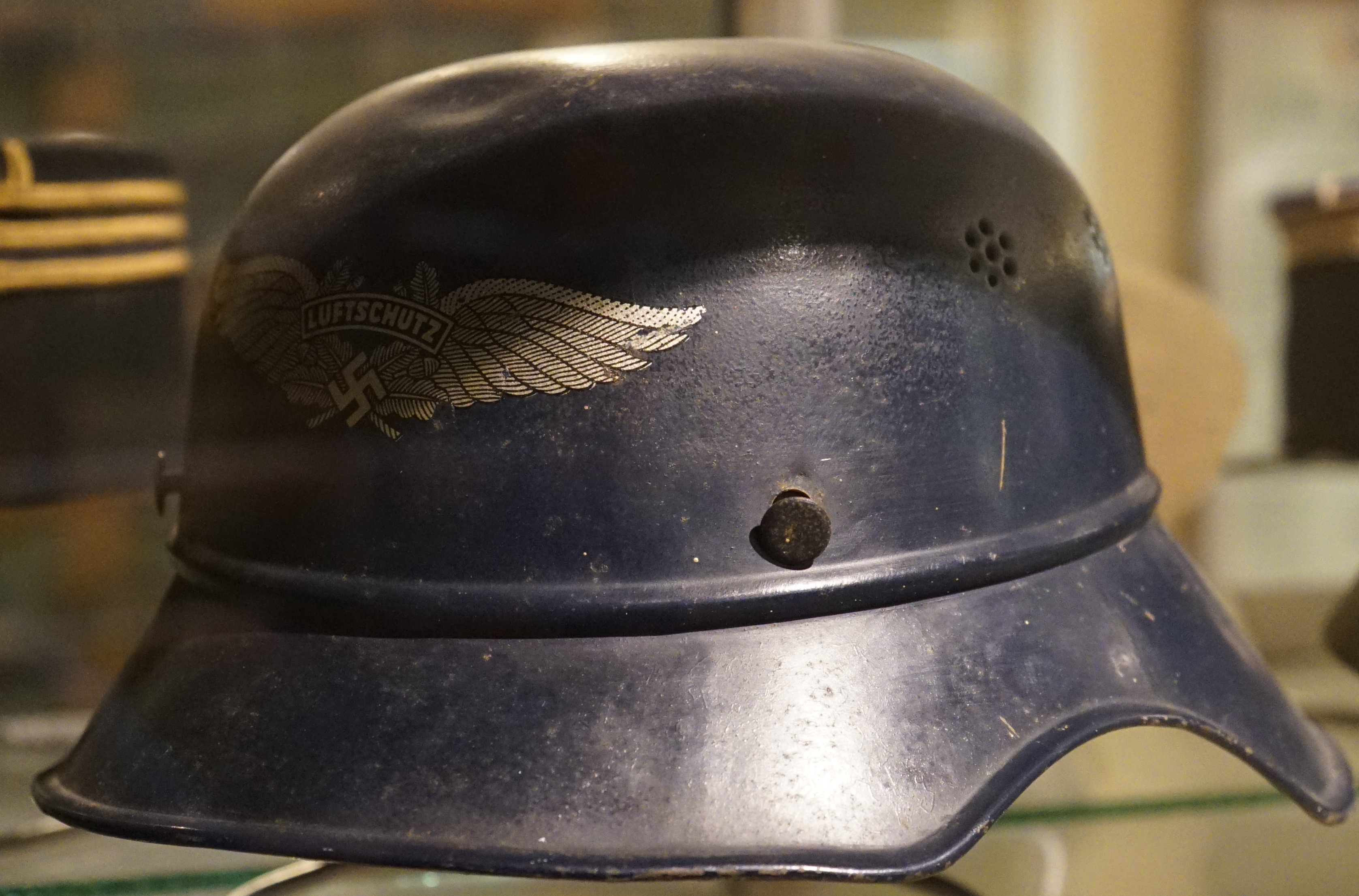
Casque Luftschutz au Musée d'art et d'histoire de Toul.

Le modèle 1935, comme le modèle 1940, a également été fabriqué pour les usages de protection civile. Ce modèle se distingue des modèles militaires par la présence d'un bourrelet central. Des écussons de la Luftschutz sont généralement apposés sur la partie frontale du casque, ainsi que ceux de la RLB (Reichsluftschutzbund). Il existe également des casques de la Luftschutz réemployés pour le RAD.
Certains rares exemplaires ont leur insigne peint et non collé comme il est de coutume (notamment pour la RLB, l'insigne de la Luftschutz étant effacé pour y peindre celui de la RLB). Ces casques sont particulièrement rares, l'insigne demandant un certain savoir-faire car étant peu aisé à reproduire. Les décalcomanies collées sont généralement présentes sur les casques d'achat personnel, les insignes peints étant souvent présents pour les unités particulières de défense de sites stratégiques civils (unités de Flak de la RLB) ayant réaffecté ces casques à l'allure bien plus militaire que les casques type "Gladiator" modèle 1938. Ces casques furent souvent réutilisés et reconditionnés après-guerre pour servir de casque de pompier ou pour les unités de gardes frontières d'Allemagne de l'Ouest (RFA).

## Utilisation duStahlhelmaprès 1945
L'Allemagne continua à produire quelques modèles de casques de type M40 dans les années 50 par les usines Quist et Linneman & Schnetzer. Ils sont différenciables des modèles produits pendant la guerre par la présence d'un bandeau en cuir et non d'un cerclage métallique. Ils furent essentiellement distribués à la police urbaine.
Il a également été utilisé comme casque de parade par l'armée espagnole, ainsi que celle du Chili et d'autres pays d'Amérique Latine.
Sa forme caractéristique est la base des casques modernes, dont le PASGT américain ou les casques kevlar français et allemands.